# Cassiope
Cassiope is een geslacht van negen tot twaalf struikachtige plantensoorten uit de heidefamilie (Ericaceae).
De botanische naam Cassiope is ontleend aan Cassiopeia uit de Griekse mythologie.
De soorten komen van nature voor in de gematigde gebieden op het noordelijk halfrond. C. tetragona komt op de hoge arctische toendra van Groenland voor.

## Taxonomie
Het geslacht komt niet in de Benelux voor. Enkele soorten uit dit geslacht zijn:
- Cassiope ericoides
- Cassiope fastigiata
- Cassiope hypnoides
- Cassiope lycopodioides
- Cassiope mertensiana
- Cassiope selaginoides
- Cassiope stelleriana
- Cassiope tetragona
- Cassiope wardii

## Tuin
Voor de tuin zijn er een aantal hybride cultivars in de handel zoals
- Cassiope 'Badenoch'
- Cassiope 'Bearsden'
- Cassiope 'Edinburgh'
- Cassiope 'Kathleen Dryden'
- Cassiope 'Medusa'
- Cassiope 'Muirhead'
- Cassiope 'Randle Cooke'
- Cassiope 'Red Lakes'

... · 
Acrothamnus · 
Acrotriche · 
Agapetes · 
Agarista · 
Andersonia · 
Andromeda · 
Arbutus · 
Arctostaphylos · 
Calluna · 
Cassiope · 
Chimaphila · 
Daboecia · 
Dracophyllum · 
Empetrum · 
Enkianthus · 
Erica (Dophei) · 
Kalmia · 
Leptecophylla · 
Moneses · 
Monotropa · 
Orthilia · 
(Oxycoccus (Veenbes)) · 
Pieris · 
Pyrola (Wintergroen) · 
Rhododendron (Rododendron) · 
Vaccinium (Bosbes) . 
Woollsia . 
...